# Seznam děkanů Fakulty veterinárního lékařství Veterinární univerzity Brno
Toto je seznam děkanů Fakulty veterinárního lékařství Veterinární univerzity Brno.
1. Antonín Janeček (1952–1954)
2. Evžen Novotný (1954–1959)
3. Miloslav Zendulka (1959–1964)
4. Bedřich Klimeš (1964–1969)
v letech 1969–1990 fakulta neexistovala
5. Eduard Kudláč (1991–1994)
6. Petr Hořín (1994–2000)
7. Miroslav Svoboda (2000–2006)
8. Leoš Pavlata (2006–2010)
9. Alois Nečas (2010–2018)[3][4]
10. Michal Crha (od 2018)[5]